# Увинское (сельское поселение)
Увинское — упразднённое муниципальное образование со статусом сельского поселения в Увинском районе Удмуртии Российской Федерации.
Административный центр — посёлок Ува.
Законом Удмуртской Республики от 17.05.2021 № 48-РЗ к 30 мая 2021 года упразднено в связи с преобразованием муниципального района в муниципальный округ.

## Географические данные
Находится на востоке района, граничит:
- на севере с Поршур-Туклинским сельским поселением
- на востоке с Каркалайским сельским поселением
- на юге с Чистостемским сельским поселением
- на западе с Ува-Туклинским сельским поселением

По территории поселения протекает река Ува.

## История
Образовано в 2005 году в результате реформы местного самоуправления.
До 2005: городское поселение.

## Население
| 2010    | 2012    | 2013    | 2014    | 2015    | 2016    | 2017    |
| ------- | ------- | ------- | ------- | ------- | ------- | ------- |
| 20 482  | ↘20 432 | ↘20 416 | ↘20 259 | ↗20 321 | ↗20 393 | ↗20 553 |
| 2018    | 2019    | 2020    | 2021    |         |         |         |
| ↗20 716 | ↘20 594 | ↗20 861 | ↘19 470 |         |         |         |

## Состав сельского поселения
| № | Населённый пункт | Тип населённого пункта | Население |
| - | ---------------- | ---------------------- | --------- |
| 1 | Пекшур           | деревня                | ↘5        |
| 2 | Подмой           | село                   | ↘368      |
| 3 | Ува              | посёлок                | ↘19 057   |
| 4 | Чабишур          | деревня                | →60       |

### Упразднённые населённые пункты
Постановлением Государственного Совета Удмуртской Республики от 30 апреля 2015 года № 553-V, посёлок Ува и деревня Удмуртская Тукля объединены в единый населённый пункт — посёлок Ува.

## Экономика
- ОАО «Ува-молоко»
- ОАО «Увамясопром»
- ОАО «Увинский кирпичный завод»
- ООО «Санаторий „Ува“»
- ФГУ «Увинский лесхоз»
- ОАО «Увадрев-Холдинг»

## Объекты социальной сферы
- МОУ «Увинская средняя общеобразовательная школа № 1»
- МОУ «Увинская средняя общеобразовательная школа № 2»
- МОУ «Увинская средняя общеобразовательная школа № 4»
- МОУ «Увинская основная школа-интернат»
- МОУ «Начальная школа-сад села Подмой»
- МОУ ДОД «Дом детского творчества пос. Ува»
- МОУ ДОД Спортивно-технический клуб «Спутник»
- МОУ ДОД МСДЮТЭ «Инвис»
- МОУ ДОД «Увинская ДЮСШ»
- 2 библиотеки
- больница
- фельдшерско-акушерский пункт
- 6 клубов
- молодёжный центр